# Liste de jeux Amiga de I à O
Ceci est une liste de jeux pour le Commodore Amiga, organisé alphabétiquement.
À cause de la longueur de la liste, celle-ci a été séparée en trois articles :
- Liste de jeux Amiga de A à H
- Liste de jeux Amiga de I à O
- Liste de jeux Amiga de P à Z

Ces 3 pages sont toutes accessibles par le sommaire compact qui suit.
| Sommaire : | 0-9 - A B C D E F G H I J K L M N O P Q R S T U V W X Y Z |

## I
- I Ludicrus
- I Play 3D Soccer
- I Play 3D Tennis
- I Play Football Champ
- Ian Botham's Cricket
- Ice Hockey
- Iceball
- Icerunner
- Ikari Warriors
- Ilyad
- Imagems
- Immortal, The
- Impact!
- Imperator: Master of Rome
- Imperium
- Impossamole
- Impossible Mission[1]
- Impossible Mission II
- Impossible Mission 2025: The Special Edition
- Incredible Crash Dummies, The
- Indian Mission
- Indiana Jones and the Fate of Atlantis
- Indiana Jones and the Fate of Atlantis: The Action Game
- Indiana Jones et la Dernière Croisade
- Indiana Jones and the Last Crusade: The Action Game
- Indiana Jones and the Temple of Doom
- Indianapolis 500: The Simulation
- Indoor Sports: Volume 1
- Indy Heat
- In Eighty Days around the World
- Inertia Drive
- Infection
- Inferior
- Infestation
- Ingrid's Back!
- Innocent Until Caught
- Insanity Fight
- Insector Hecti in the Inter Change
- Insects in Space
- Intact
- International 3D Tennis
- International Championship Athletics
- International Championship Wrestling
- International Golf
- International Ice Hockey
- International Karate +
- International Ninja Rabbits
- International One Day Cricket
- International Open Golf Championship
- International Rugby Challenge
- International Soccer
- International Soccer Challenge
- International Tennis
- International Truck Racing
- Interphase
- InterState: The Game
- Into the Eagle's Nest
- Intrigue
- Intrigue à la Renaissance
- Invasion
- Invest
- Iridon
- Iron Hand
- Iron Lord
- Iron Trackers
- Ishar: Legend of the Fortress
- Ishar 2: Messengers of Doom
- Ishar 3: The Seven Gates of Infinity
- Ishidó: The Way of Stones
- Island of Lost Hope, The
- ISS: Incredible Shrinking Sphere
- It Came from the Desert
- Italia 1990
- Italy 1990
- ITS Cricket: International Test Series
- Ivanhoe
- Inve$t

## J
- Jack Nicklaus' Greatest 18 Holes of Major Championship Golf
- Jack Nicklaus' Unlimited Golf and Course Design
- Jaguar XJ220
- Jahangir Khan's World Championship Squash
- Jaktar: Der Elfenstein
- James Clavell's Shōgun
- James Pond: Underwater Agent
- James Pond 2: Codename RoboCod
- James Pond 3: Operation Starfish
- Japanese, British and German Forces
- Jaws: The Computer Game
- Jeanne d'Arc
- Jet
- Jet Pilot
- Jet Set Willy II
- Jetsons, The: George Jetson And The Legend of Robotopia
- Jetsons: The Computer Game
- Jetstrike
- Jigsaw Puzzle Mania
- Jigsaw! The Ultimate Electronic Puzzle
- Jim Power: In Mutant Planet
- Jimmy White's 'Whirlwind'Snooker
- Jimmy Willburne: A La Recherche Du Peigne Perdu
- Jimmy's Fantastic Journey
- Jinks
- Jinxter
- Jocky Wilson's Compendium of Darts
- Jocky Wilson's Darts Challenge
- Joe and Mac: Caveman Ninja
- Joe Blade
- Joe Blade 2
- John Barnes European Football
- John Lowe's Ultimate Darts
- John Madden's Football
- Jonathan
- Journey
- Judge Dredd
- JUG
- Jump Jet
- Jumping Jack'Son
- Jungle Book, The
- Jungle Boy
- Jungle Jim
- Jupiter Probe
- Jupiter's Masterdrive
- Jungle Strike
- Jurassic Park

## K
- K240
- Kaiser
- Kamikaze
- Kampfgruppe
- Kang Fu
- Karate Kid Part II, The
- Karate King
- Karate Master
- Karawane der Siebten Dynastie, Die
- Kargon
- Karting Grand Prix
- Katakis
- Kathedrale, Die
- Kayden Garth
- Keef the Thief
- Kellogg's Game
- Kelly X
- Kengi
- Kengilon
- Kennedy Approach
- Kenny Dalglish Soccer Match
- Kenny Dalglish Soccer Manager
- Keys to Maramon
- KGB
- Khalaan
- Kick Off
- Kick Off 2
- Kick Off 3
- Kick Off 96
- KickIt - A Day for the Laiban
- Kid Chaos
- Kid Gloves
- Kid Gloves II: The Journey Back
- Kid Vicious
- Kikstart II
- Kikugi
- Killerball
- Killing Cloud, The
- The Killing Game Show
- Killing Machine
- King of Chicago, The
- Kingdoms of England
- Kingdoms of Germany
- Kingmaker: The Quest For The Crown
- King's Bounty
- King's Quest: Quest for the Crown
- King's Quest II: Romancing the Throne
- King's Quest III: To Heir is Human
- King's Quest IV: The Perils of Rosella
- King's Quest V: Absence Makes the Heart Go Yonder!
- King's Quest VI: Heir Today, Gone Tomorrow
- King's Table: The Legend of Ragnarok
- Kiro's Quest
- Kingpin: Arcade Sports Bowling
- Klax
- Knight Force
- Knight Orc
- Knightmare
- Knights
- Knights and Merchants
- Knights of the Crystallion
- Knights of the Sky
- Kreuz As Poker
- Kristal, The
- Krusty's Super Fun House
- Krymini
- Krypton Egg
- Kult
- Kwatermaster
- Kwik Snax

## L
- Labyrinth of Time, The
- Lancaster
- Lancelot
- Land of Genesis
- Larrie and the Ardies
- Laser Squad
- Last Action Hero
- Last Battle
- Last Duel: Inter Planet War 2012
- Last Inca, The
- Last Ninja 2
- Last Ninja 3
- Last Soldier, The
- Las Vegas
- Leader Board
- Leading Lap
- Leander
- Leather Goddesses of Phobos
- Leatherneck
- Leavin' Teramis
- Led Storm
- Leeds United
- Legend
- Legend
- Legend of Billy the Kid, The
- Legend of Djel
- Legend of Fearghail
- Legend of Kyrandia, The
- Legend of Lothian
- Legend of the Lost
- Legend of the Sword
- Legends
- Legends of Valour
- Legion
- Legion of Dawn
- Leisure Suit Larry: In the Land of the Lounge Lizards
- Leisure Suit Larry: In the Land of the Lounge Lizards Enhanced
- Leisure Suit Larry II: Goes Looking for Love (in Several Wrong Places)
- Leisure Suit Larry III : Patti la passion à la poursuite des pectoraux puissants
- Leisure Suit Larry 5: Passionate Patti Does a Little Undercover Work
- Lemmings
- Lemmings 2: The Tribes
- Leonardo
- Les Manley in: Search for the King
- Lethal Weapon
- Lethal Xcess
- Lettrix
- Leviathan
- Liberation: Captive II
- Liberator
- Life and Death
- Light Corridor, The
- Lightforce
- Limes and Napoleon
- Lin Wu's Challenge
- Line of Fire
- Links: The Challenge of Golf
- Lionheart
- Litil Divil
- Little Computer People
- Little Puff in Dragonland
- Live and Let Die
- Liverpool: The Computer Game
- Living Jigsaw
- Livingstone II
- Llamatron: 2112
- Locomotion
- Locomotion
- LodeRunner
- Logic
- Logical
- Logistic
- Logo
- Lollypop
- Lombard RAC Rally
- Loom
- Loopz
- Lord of the Rings: Volume 1
- Lords of Chaos
- Lords of Doom
- Lords of the Realm
- Lords of the Rising Sun
- Lords of Time
- Lords of War
- Lorna
- Lost Dutchman Mine
- Lost in Mine
- Lost Patrol, The
- Lost Vikings, The
- Lotus Esprit Turbo Challenge
- Lotus Turbo Challenge 2
- Lotus III: The Ultimate Challenge
- Lowca Glow
- Lunar-C
- Lupo Alberto: The Videogame
- Lure of the Temptress
- Lurking Horror, The
- Luxor
- Lysis

- Luxor

## M
- M1 Tank Platoon
- Mach 3
- Mad News
- Mad Professor Mariarti
- Mad Show
- Mad TV
- Maelstrom
- Mafdet and the Book of the Dead
- Mag!!!
- Magic Boy
- Magic Fly
- Magic Garden, The
- Magician, The
- Magic Island: The Secret of Stones
- Magic Johnson's Basketball
- Magic-Jumper
- Magic Lines
- Magic Marble
- Magic Pockets
- Magic Serpent
- Magicland Dizzy
- Major Motion
- Malta Storm
- Manager
- Manager, The
- Manchester United: The Official Computer Game
- Manchester United Europe
- Manchester United: Premier League Champions
- Manchester United: The Double
- Man from the Council, The
- Manhattan Dealers
- Manhunter: New York
- Manhunter 2: San Francisco
- Maniac Mansion
- Maniax
- Manic Miner
- Manix
- Manoir de Mortevielle, Le
- Marathon
- Marble Madness
- Marblelous
- Marblelous II
- Maria's Xmas Box
- Marvin's Marvellous Adventure
- Master Axe: The Genesis of MysterX
- Master Ninja: Shadow Warrior of Death
- Masterblazer
- Match of the Day
- Matrix
- Matrix Marauders
- Maupiti Island
- MAX Rally
- Mayday Squad
- McDonaldland
- Mean 18
- Mean Arenas
- Mean Machine
- Means Streets
- Medieval Warriors
- Mega lo Mania
- Mega Motion
- Mega Phoenix
- MegArts Hockey
- Mega Twins
- Mega Typhoon
- Megaball AGA 4.0
- MegaBlast
- Megafortress: Flight of the Old Dog
- MegaTraveller 1: The Zhodani Conspiracy
- MegaTraveller 2: Quest For The Ancients
- Menace
- Mercenary
- Mercenary III: The Dion Crisis
- Merchant Colony
- Mercs
- Metal: A Robot Combat Simulation
- Metagalactic Llamas: Battle at the Edge of Time
- Metal Law
- Metal Masters
- Metal Mutant
- Metal Warrior
- Meurtres à Venise
- Mewilo
- MF Tanks
- Miami Chase
- Mickey Mouse: The Computer Game
- Micro Machines
- Microcosm
- MicroProse Golf
- Microprose Soccer
- Midnight Resistance
- Midwinter
- Midwinter II: Flames of Freedom
- MIG 29 Soviet Fighter
- MiG-29 Fulcrum
- MiG-29M Super Fulcrum
- Might and Magic II: Gates to Another World
- Might and Magic III: Isles of Terra
- Mighty Bomb Jack
- Mike the Magic Dragon
- Mikro Mortal Tennis
- Millennium 2.2
- Mindbender
- Mindfighter
- Mind Force
- Mind Forever Voyaging, A
- Mindroll
- Mind Run
- Mindshadow
- Mind Walker
- Mini Golf
- Mini Golf Plus
- Minos
- Minskies: The Abduction
- Missiles over Xerion
- The Mission
- Mission: Con-Bat
- Mission Elevator
- Mobile Warfare
- Moebius: The Orb of Celestial Harmony
- Monkey Island 1
- Monkey Island 2: LeChuck's Revenge
- Monopoly
- Monopoly
- Monster Business
- Monty Python's Flying Circus
- Moonbase: Lunar Colony Simulator
- Moonbase
- Moon Blaster
- Moon City
- Moonfall
- Moonleague
- Moonmist
- Moonshine Racers
- Moonstone: A Hard Days Knight
- Moonwalker: The Computer Game
- Morph
- Mortal Kombat
- Mortal Kombat II
- Morton Strikes Back
- Mot
- Motorbike Madness
- Motor City
- Motorhead
- Motor Massacre
- Mouse Quest
- Mr. Blobby
- Mr. Heli
- Mr. Nutz: Hoppin' Mad
- M.U.D.S.: Mean Ugly Dirty Sport
- Multi Player Soccer Manager
- The Munsters
- Murder!
- Murder on the Atlantic
- Murders in Space
- Muzzy
- My Funny Maze
- Myst
- Mystery of the Mummy
- Mystical
- Myth
- Myth: History in the Making

## N
- Nam 1965-1975
- Napalm: The Crimson Crisis
- Napoleon I: The Campaigns 1805-1814
- NARC
- Narco Police
- Nathan Never
- Naughty Ones
- Navy Moves
- Navy Seals
- Nebulus
- Nebulus 2: Pogo a Gogo
- Necronom
- Neighbours
- Nemac IV
- Netherworld
- Neuromancer
- Neuronics
- Never Mind
- Neverending Story II, The
- New York Warriors
- New Zealand Story, The
- Nick Faldo's Championship Golf
- Nicky Boom
- Nicky II
- Nigel Mansell's Grand Prix
- Nigel Mansell's World Championship
- Night Hunter
- Night Raider
- Night Shift
- Night Walk
- Nightbreed: The Action Game
- Nightbreed: The Interactive Movie
- Nightdawn
- Nighthawk F-117A Stealth Fighter 2.0
- Nightlong: Union City Conspiracy
- Nil Dieu Vivant
- Ninja Gaiden II: The Dark Sword of Chaos
- Ninja Mission
- Ninja Rabbits
- Ninja Remix
- Ninja Spirit
- Ninja Warriors, The
- Nipper Versus the Kats
- Nippon Safes Inc.
- Nitro
- Nitro Boost Challenge
- No Buddies Land
- No Excuses
- No Exit
- No Greater Glory: The Civil War
- No Second Prize
- Nobunaga's Ambition
- Noddy's Big Adventure
- Nord and Bert Couldn't Make Head or Tail of It
- Nord et Sud
- North and South
- Nova 9: The Return of Gir Draxon
- Nuclear War
- Nucleus
- Nuxelia
- NY Warriors

## O
- Oath, The
- Obitus
- Obliterator
- Obsession
- Odyssee, Die
- Odyssey
- Off Shore Warrior
- Oh No! More Lemmings
- Oil Barons
- Oil Imperium
- Oliver and Company
- OloFight
- Olympique de Marseille
- Omar Sharif's Bridge
- Omega
- Omni-Play Basketball
- Omnicron Conspiracy
- On the Road
- One on One
- One Step Beyond
- onEscapee
- Onslaught
- Ooops Up
- Ooze: Creepy Nites
- Operation Com-Bat
- Operation Combat II: By Land, Sea and Air
- Operation Harrier
- Operation Jupiter
- Operation Overlord: The Invasion of Europe
- Operation Stealth
- Operation Thunderbolt
- Operation Wolf
- Orbit 2000
- Orbital Destroyer
- Oriental Games
- Original Scrabble
- Ork
- Oscar
- Osiris
- Othello Killer
- Out Run
- OutRun Europa
- Outlands
- Outzone
- Overdrive
- Overkill
- Overlander
- Overlord
- Overrun!
- Over the Net
- Oxxonian
- Oxyd
- Oxyd Magnum!

| Sommaire : | 0-9 - A B C D E F G H I J K L M N O P Q R S T U V W X Y Z |